# Fahd Al Hamdan
Fahd Al Hamdan (arabe : فهد الحمدان), né en 1966 en Arabie saoudite et mort d'une insuffisance rénale le 26 avril 2013 à Riyad, est un joueur de football international saoudien, qui évoluait au poste d'attaquant.

## Biographie

### Carrière en club
Il inscrit un total de 131 buts dans le championnat d'Arabie saoudite.

## Palmarès
Al Riyad
| - Championnat d'Arabie saoudite : - Vice-champion : 1993-94. - Meilleur buteur : 1994-95 (15 buts). - Championnat d'Arabie saoudite D2 (1) : - Champion : 1988-89. |  | - Coupe Crown Prince d'Arabie saoudite (1) : - Vainqueur : 1994. - Finaliste : 1995 et 1998. - Supercoupe arabe : - Finaliste : 1997. |